# كلنكوة
الوِدْنَةُ أو الأُذُنُ أو الكلنكوة ويسمى أيضا كلانشو ، (الاسم العلمي:Kalanchoe) هي جنس من النباتات تتبع الفصيلة الكرسولية من رتبة كاسريات الحجر. ويضم حوالي 125 نوعاً. تتميز هذه النباتات بأزهارها الجميلة وتستعمل كنباتات زينة. وتعتبر الألماسة (باللاتينية: Kalanchoe blossfeldiana) من أهم أنواعها ذات الأهمية الاقتصادية.

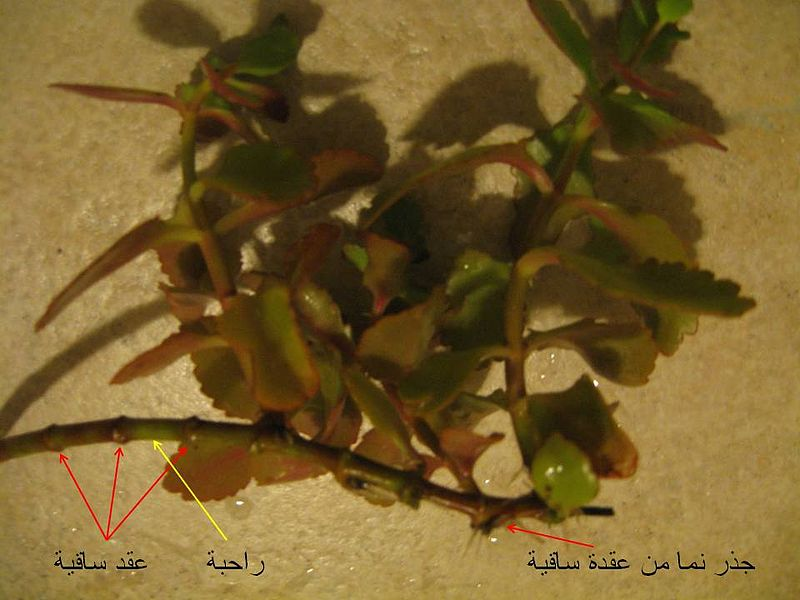
صورة تظهر رواحب وعقداً ساقية على نبات الألماسة

## الوصف النباتي
النبات عصاري ذو أوراق سميكة. الأوراق متقابلة وتنمو بشكل متعامد من عقدة إلى التالية. الأزهار صغيرة وجميلة ويستمر تفتحها لفترة طويلة.

## أنواع الكلنكوة
- كلنكوة أحادية الزهرة
- كلنكوة أنغولية
- كلنكوة باومية
- كلنكوة جريسية كاذبة
- كلنكوة جلكاء
- كلنكوة حادة
- كلنكوة خطية الأوراق
- كلنكوة رباعية الأوراق
- كلنكوة رباعية الزوايا
- كلنكوة رخوة الأزهار
- كلنكوة رفيعة الأوراق
- كلنكوة ستولمانية
- كلنكوة سميثية
- كلنكوة سواريزية
- كلنكوة سويقية الأزهار
- كلنكوة صقيعية
- كلنكوة صلبة
- كلنكوة صومالية
- كلنكوة طاشيروية
- كلنكوة طويلة الأزهار
- كلنكوة عثكولية
- كلنكوة عطرية
- كلنكوة غرنديدية
- كلنكوة فلفيتشية
- كلنكوة قرميدية
- كلنكوة قرنية الأوراق
- كلنكوة قزمية
- كلنكوة قصيرة السبلات
- كلنكوة قنابية
- كلنكوة كبيرة الأزهار
- كلنكوة كثيفة الأزهار
- كلنكوة لاقنابية
- كلنكوة لحمية
- كلنكوة لهيبية
- كلنكوة ليمونية
- كلنكوة مارنيرية
- كلنكوة متشجرة
- كلنكوة مخملية
- كلنكوة مرمرية
- كلنكوة مفرضة
- كلنكوة مفلطحة
- كلنكوة منشارية
- كلنكوة مهملة
- كلنكوة ميلوتية
- كلنكوة ناحلة الساق
- كلنكوة هلدبرندية
- كلنكوة همبيرتية
- كلنكوة وردية

### أنواع مختارة
- ألماسة الألماسة
- أذن (نبات) أذن (نبات)
- طحلبية القبعة المكسيكية - Devil's Backbone, Mexican-hat Plant, Mother of Thousands طحلبية القبعة المكسيكية

## معرض صور

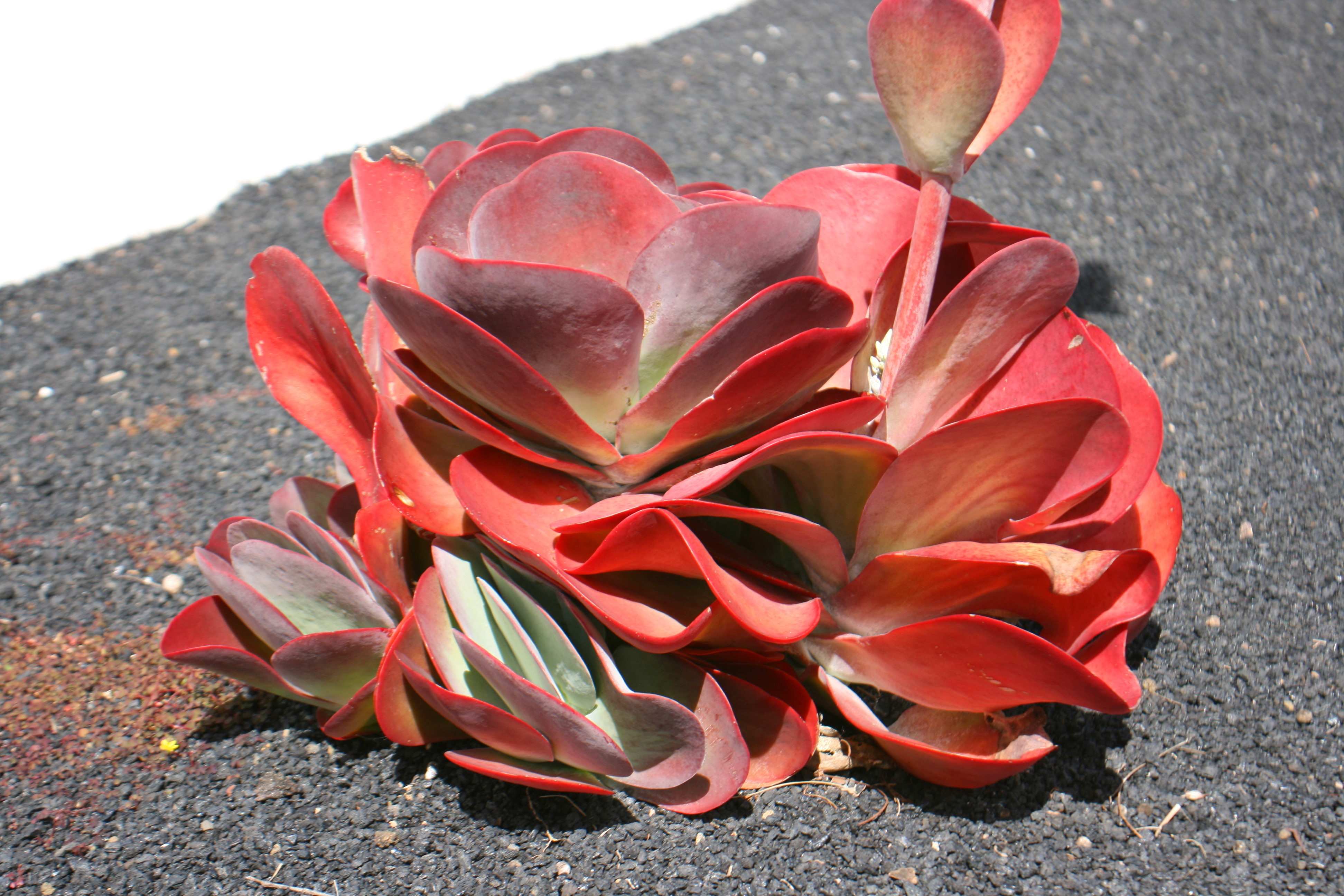
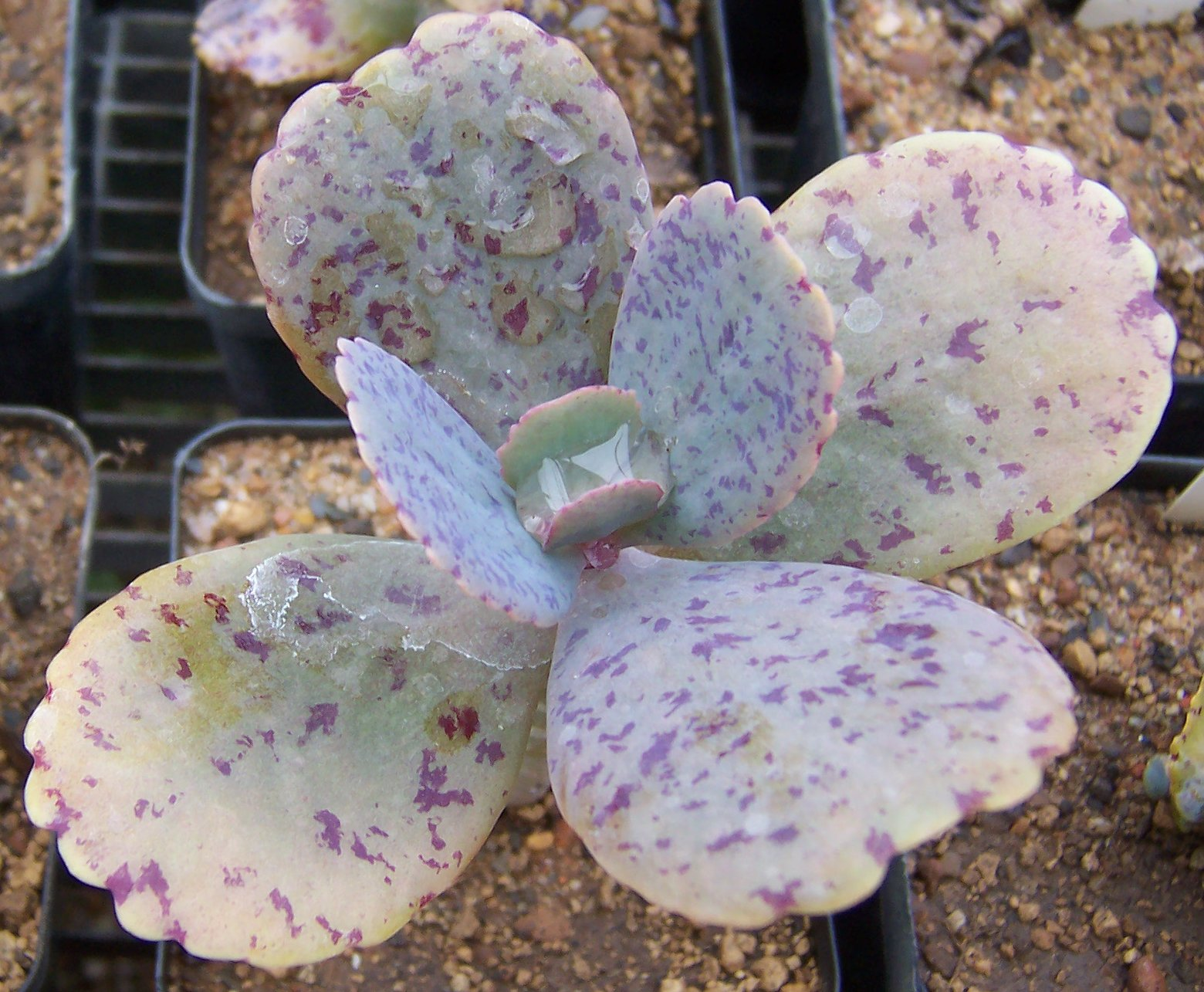
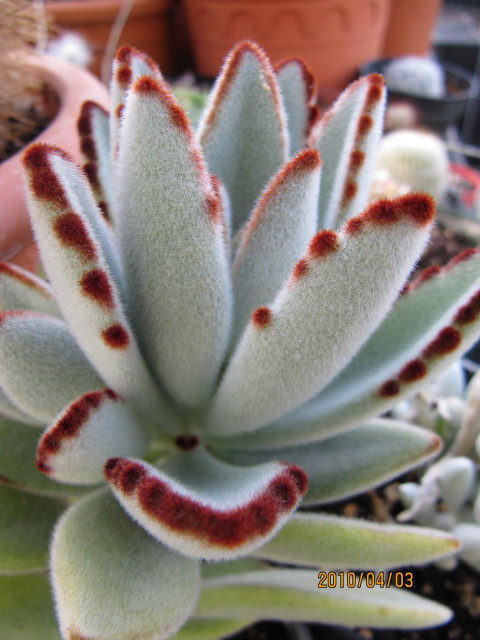
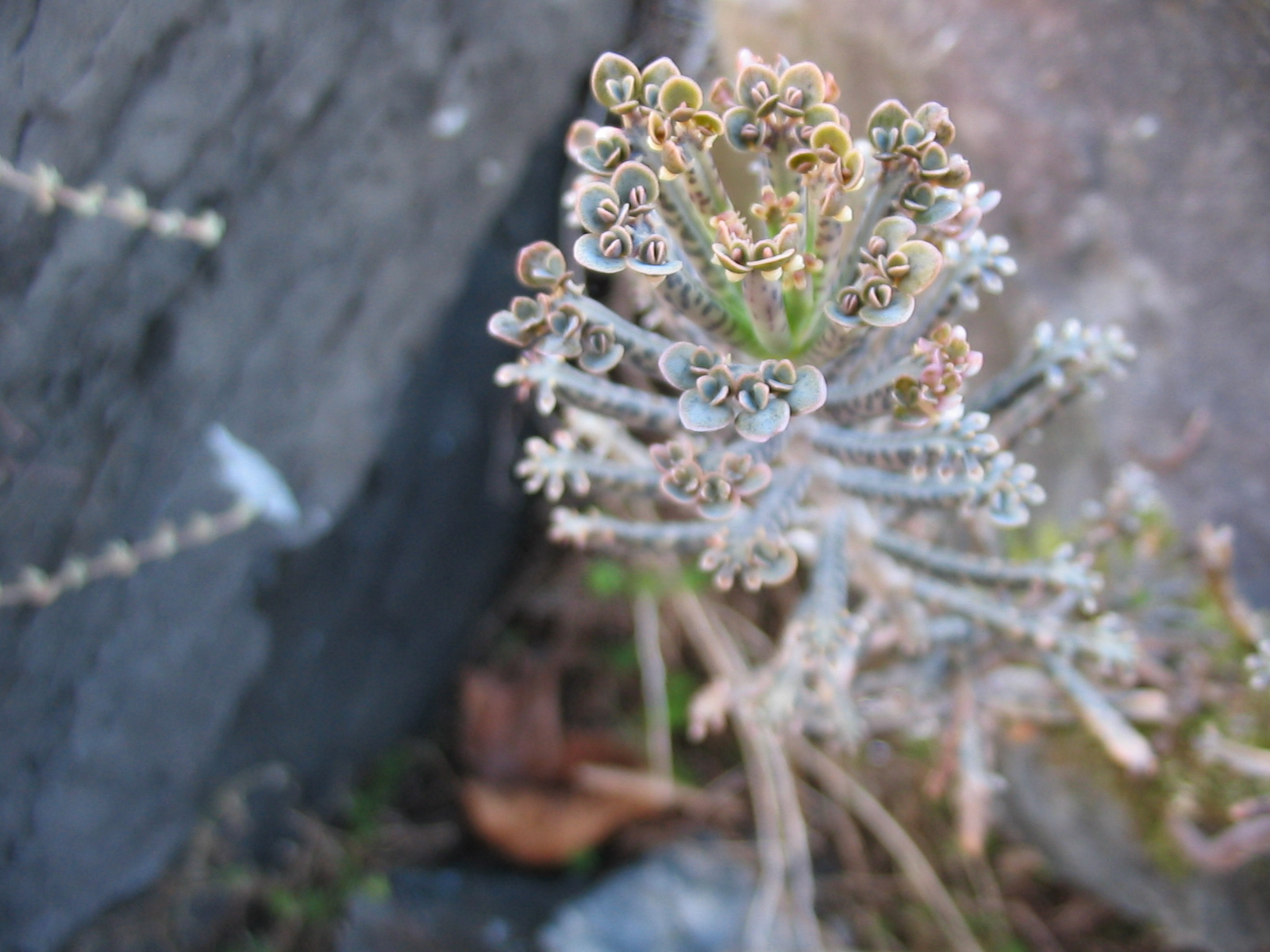
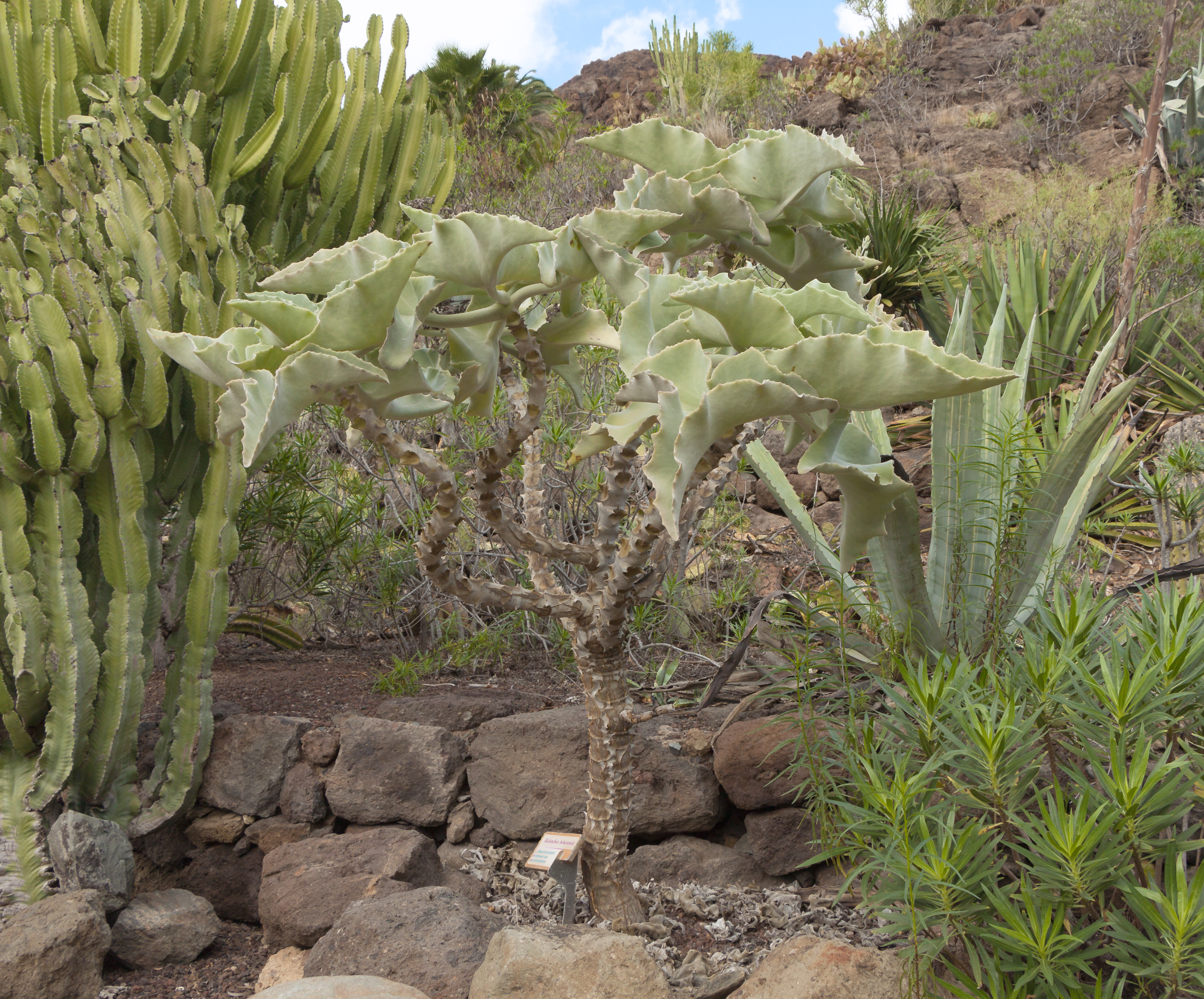
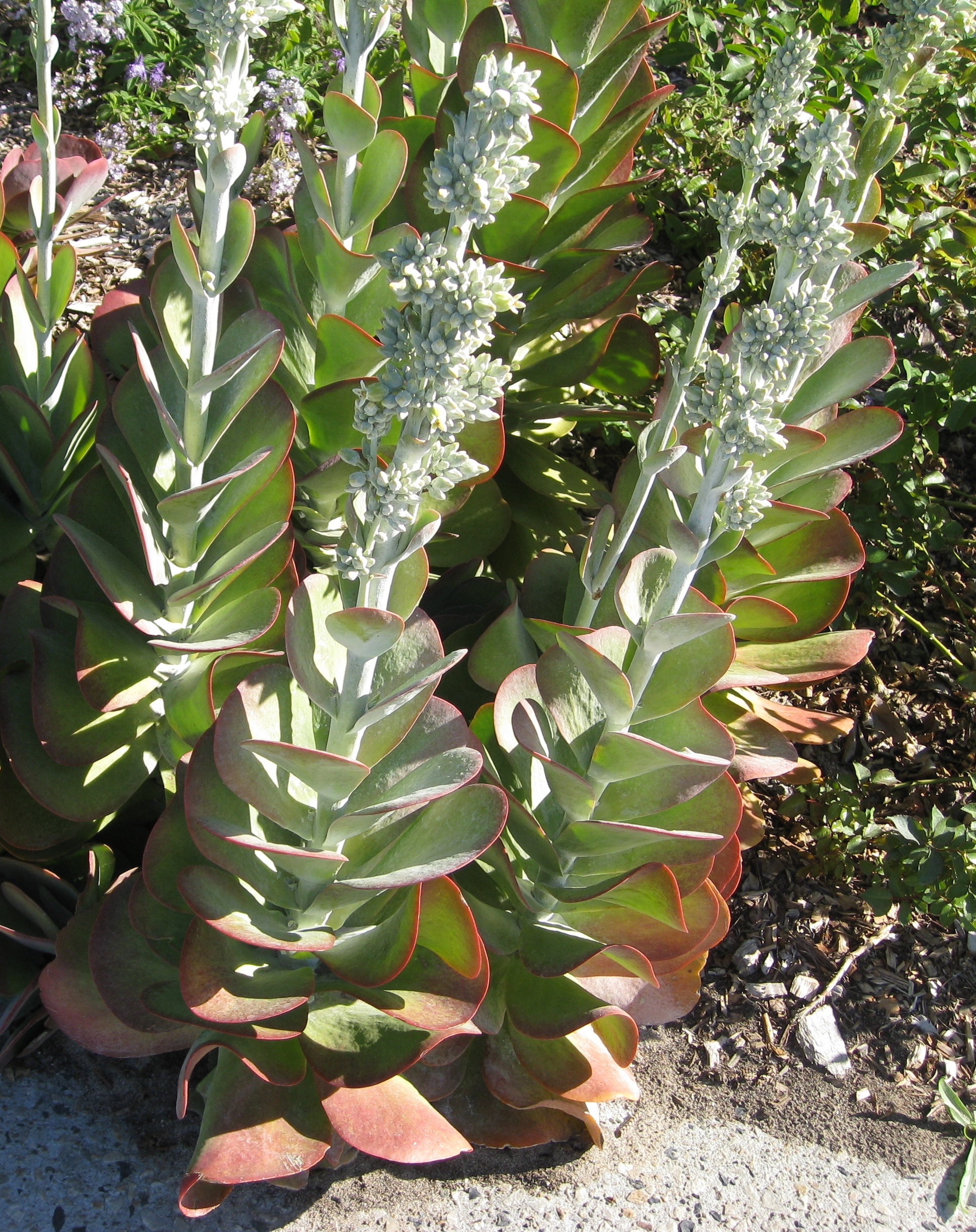